# Venus Hum

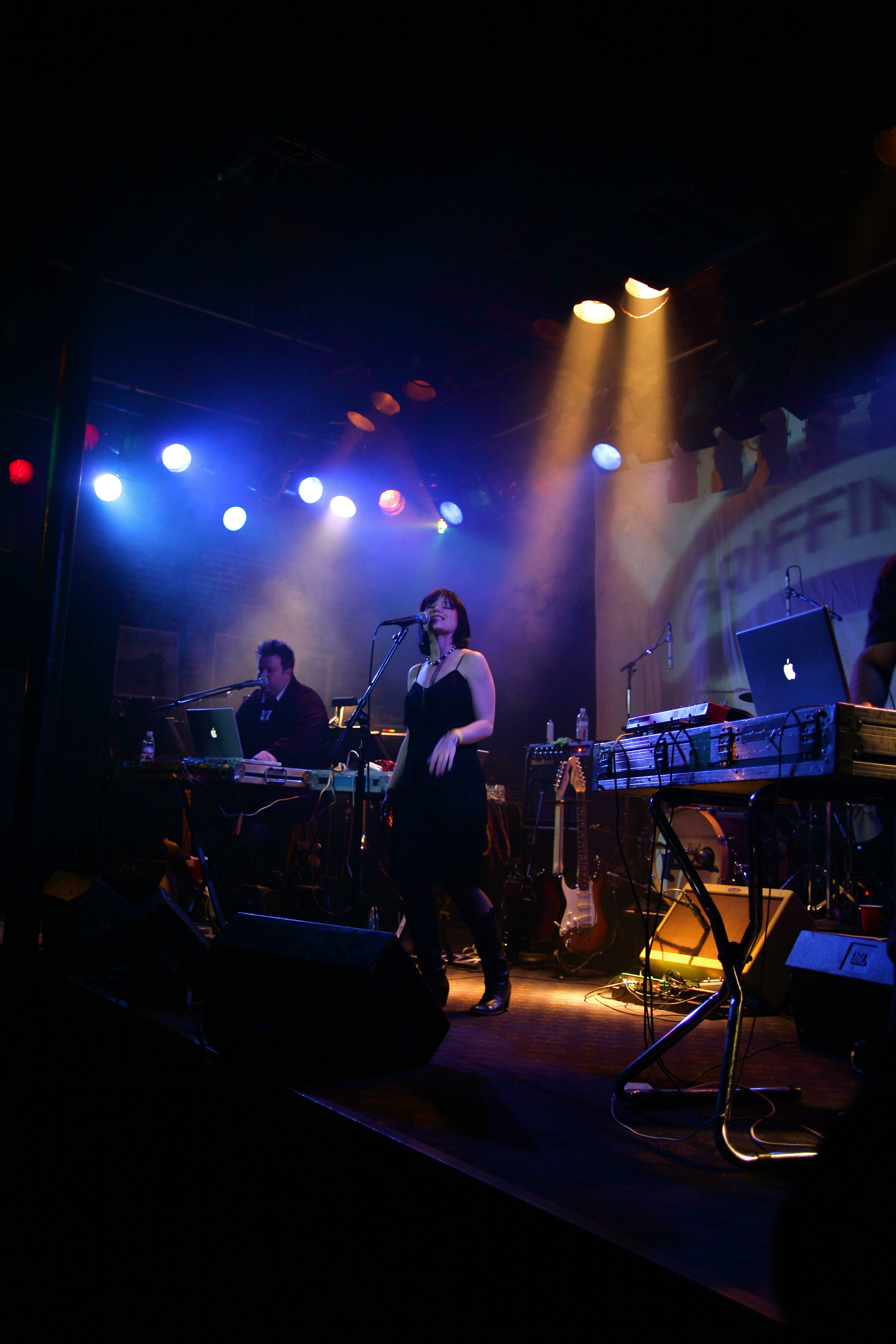
Venus Hum en prestation a san Francisco

Venus Hum est un groupe de pop électronique originaire de Nashville (Tennessee), composé de la chanteuse Annette Strean et des instrumentistes Kip Kubin et Tony Miracle.
Durant l'été 2003, ils ont fait la première partie du groupe Blue Man Group.

## Discographie
- Venus Hum (24 avril 2001)
- Hummingbirds (22 octobre 2002)
- Big Beautiful Sky (1er avril 2003)
- Switched on Christmas
- Songs for Superheroes